# سليم عريبي
سليم عريبي (مواليد 16 ديسمبر 1974 في باتنة، الجزائر) هو لاعب كرة قدم جزائري دولي سابق كان يلعب في خط الدفاع، شارك مع المنتخب الجزائري لكرة القدم في كأس الأمم الأفريقية دورة 2004.

## وصلات خارجية
- سليم عريبي على موقع قاعدة بيانات كرة القدم.إي يو (الإنجليزية)
- سليم عريبي على موقع ناشيونال فوتبول تيمز (الإنجليزية)
- سليم عريبي على موقع Soccerway.com (الإنجليزية)